# Georg Steins
Georg Steins (* 16. Februar 1959 in Paderborn) ist ein deutscher römisch-katholischer Theologe. Er ist ein Vertreter der kanonisch-intertextuellen Exegese.

## Biografie
Steins studierte Theologie und Philosophie an den Universitäten in Münster (Westfalen), Tübingen und Innsbruck (Österreich), sein Diplom in Katholischer Theologie erlangte er 1985. Von 1987 bis 1990 war er als wissenschaftlicher Mitarbeiter in Münster tätig, von 1990 bis 1993 an der Universität Osnabrück. 
1993 promovierte er in Münster zum Doktor der Theologie, war anschließend (bis 2002) Dozent für Biblische Theologie am Priesterseminar Hildesheim. 1998 erlangte er an der Universität Münster die Venia Legendi für Exegese des Alten Testaments und war dort Privatdozent für Altes Testament.
Seit 2002 ist er Professor für Biblische Theologie/Exegese des Alten Testaments am Institut für Katholische Theologie der Universität Osnabrück und Mitglied der Forschungsstelle für Christlich-Jüdische Studien. Er war/ist auch als Lehrbeauftragter oder Gastprofessor an weiteren Hochschulen im In- und Ausland tätig. Seine Arbeitsgebiete umfassen: Methodologie und Methodik der Bibelexegese (vor allem die Kanonproblematik); zentrale Themen Biblischer Theologie (z. B. Schöpfung, Wunder); die Auslegung der Bücher Genesis, Exodus, Chronik, Esra/Nehemia, Amos, Daniel; Fragen der Bibelpastoral. Das von ihm geprägte Konzept einer „kanonisch-intertextuellen Lektüre“ findet international Aufmerksamkeit.
Steins ist Mitarbeiter beim Übersetzungsprojekt „Septuaginta Deutsch“ sowie bei den Kommentarreihen „Neuer Stuttgarter Kommentar/Altes Testament“ und „Herders theologischer Kommentar zum Alten Testament“. Er war Mitglied der Schriftleitung von „Bibel und Liturgie“ von 1995 bis zur Einstellung der Zeitschrift 2017. Er gehört der interuniversitären „Projektgruppe Ortsbestimmung. Theologie und Kulturwissenschaften“ und der Arbeitsgruppe „Bibel und Sozialethik“ an. Die EABS-Forschungsgruppe „Canonical Approaches to the Bible“ hat er mitbegründet. 
Steins ist seit 1989 mit Marianne Heimbach verheiratet, ebenfalls Professorin für Katholische Theologie. Steins ist einer der Initiatoren des Memorandums Kirche 2011: Ein notwendiger Aufbruch. Im Sommersemester 2014 war er Fellow am Theologischen Forschungskolleg der Universität Erfurt. 
Steins koordiniert den Masterstudiengang Theologie und Kultur an der Universität Osnabrück.
Er gehört zum Dozententeam des Graduiertenkollegs „Religiöse Differenzen gestalten. Pluralismusbildung in Christentum und Islam“ (2018–2021) an der Universität Osnabrück.